# Імена, викреслені з афіш
«Імена, викреслені з афіш» — фотодокументальна виставка про репресованих театральних діячів, яка експонується при вході на територію Національного історико-меморіального заповідника «Биківнянські могили».
Куратор виставки — начальник науково-дослідного відділу заповідника «Биківнянські могили» Олена Полідович.

## Історія
Виставка відкрилася 11 травня 2021 року до Дня вшанування пам'яті жертв політичних репресій.

## Експозиція
Виставка висвітлює долю театральних діячів, розстріляних у Києві в період Великого терору (1937—1938).
У виставці представлені долі діячів театру, які зробили великий внесок у розвиток української культури, були репресовані за надуманими звинуваченнями і страчені. Це:
- Василь Верховинець (1880—1938) — український композитор, диригент і хореограф, перший теоретик українського народного танцю;
- Сергій Каргальський (справжнє прізвище С. І. Слинька, 1889—1938) — український актор та режисер;
- Йона Шевченко (1887—1937) — театральний критик, театрознавець і актор школи Леся Курбаса;
- Олександр Кисіль (справжнє прізвище Кисельов, 1889—1937) — театральний діяч і театрознавець;
- Януарій Бортник (1897—1938) — український режисер і актор, керівник харківського театру «Веселий Пролетар»;
- Олекса Ходимчук (1896—1938) — український актор, режисер, театральний діяч, учень Леся Курбаса, актор театру «Березіль»;
- Степан Шагайда (справжнє прізвище Шагадин, 1896—1938) — український актор театру і кіно;
- Борис Дробинський (1904—1938) — український актор, режисер;
- Іван Яновський (1898—1937)— український театральний діяч, директор Київського академічного театру опери та балету УРСР;
- Кирило Гетьман (1903—1937) — український театральний діяч, директор театру імені Івана Франка;
- Генрі Тарло (1898—1937) — український режисер та актор єврейського походження;
- Дмитро Грудина (1893—1937) — український політик, член Української Центральної Ради, театральний критик, історик театру, письменник, актор.